# Roger Vanovermeir
 (avril 2020).
Roger Vanovermeir, né le 3 septembre 1923 à Roubaix et mort le 25 juillet 2001 dans la même ville, était un résistant et déporté français. Il a activement participé aux associations d'anciens résistants et déportés. Militant associatif et politique, il fut conseiller municipal socialiste de Roubaix.

## Jeunesse
Roger Vanovermeir est né le 3 septembre 1923 à Roubaix dans une famille d’origine belge.
Son père, Théodore Vanovermeir, a été conseiller municipal socialiste et adjoint au maire de Roubaix de 1926 à 1941,. Il en sera exclu par la loi de Vichy interdisant ces fonctions à des français nés de père étranger. Il faisait partie des proches collaborateurs de Jean Lebas. Il était artisan ébéniste et entrepreneur de pompes funèbres. Sa mère, Marie-Thérèse Lefebvre épouse Vanovermeir, travaillait dans le magasin familial.  
À la déclaration de guerre, à 16 ans, Roger Vanovermeir arrête ses études au lycée Turgot de Roubaix pour travailler au côté de son père. Il exerce aussi des fonctions de téléphoniste à l’hôpital de Roubaix et participe à la Défense passive.
En mai 1940, devant l’invasion allemande, comme de nombreux habitants du Nord, il évacue avec son père à Argenton-sur-Creuse. Quand les Allemands y arrivent, les deux hommes décident de revenir à Roubaix, où ils sont de retour en septembre 1940.

## Résistance
Il entre alors dans la Résistance au sein du réseau franco-belges Delbo Phénix,, fondé par Joseph Dubar, neveu de Jean Lebas. Il participe aussi, à partir de 1943, aux actions du réseau Action 40, qui aide en particulier les aviateurs alliés tombés en France. Il est chargé de fournir des faux papiers aux clandestins.   

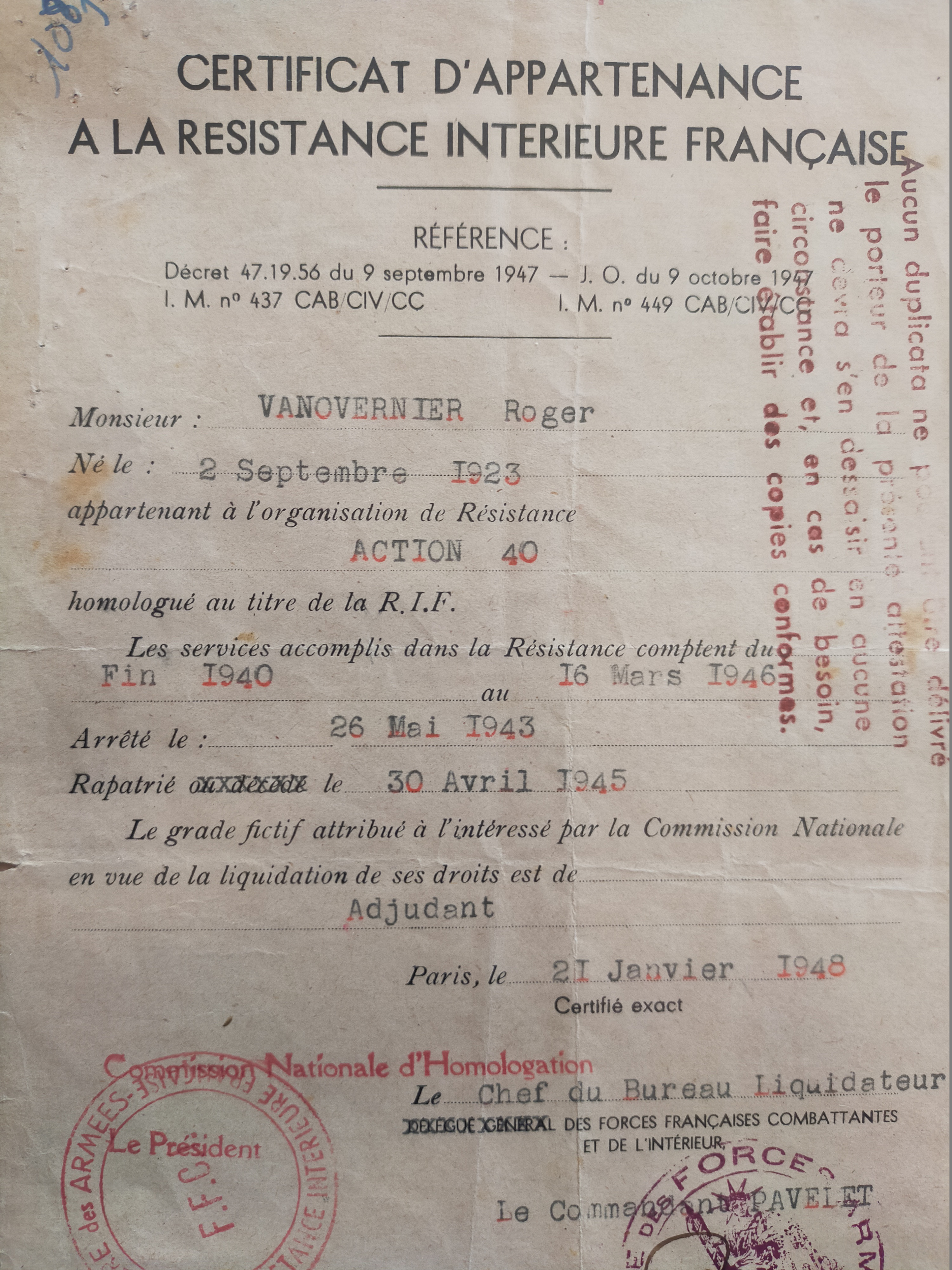
Certificat d'appartenance à la résistance intérieure remis à Roger Vanovermeir

## Déportation
Arrêté à Roubaix le 26 mai 1943 par la Gestapo de Paris après que d’autres membres du réseau ont été arrêtés en possession d’une liste d’adresses. Il est interné à la prison de Loos-lez-Lille, puis à Fresnes où il reste emprisonné quatre mois. 
Le 11 octobre 1943, il est transféré par des policiers français vers la gare de l’Est pour être déporté à Sarrebruck. 
Il est d'abord emprisonné dans le camp de Neue Bremm où il est incarcéré en tant que déporté « N.N. » (Nacht und Nebel). Il est ensuite emprisonné à Buchenwald, (de novembre 1943 à janvier 1944). Au début de 1944, il est transféré au camp de Lublin-Maïdanek (de février 1944 à juin 1944) où il parvient à travailler dans un atelier de menuiserie. Malgré son statut de « N.N. », il peut faire parvenir un courrier à ses parents par l’intermédiaire d’un autre détenu qui s’adresse à ses « parrains et marraines ». 
En juillet 1944, l'administration SS décide de le transférer. Il est alors conduit, sous la surveillance d'un garde SS, à travers l'Europe. Il traverse la Pologne et l’Allemagne de prison en prison : Varsovie, Lodz, Pösen, Breslau, Glogau, Leipzig, Francfort, Cassel, Mannheim, Karlsruhe et Strasbourg. Il est finalement enfermé au Struthof (commune de Natzweiller), en Alsace annexée. Il y arrive le 20 juillet et y reste six semaines. L’avance alliée entraîne, en août 1944, l’abandon du camp et, pour lui,  un retour vers l’Allemagne et le camp de Dachau où il porte le n° 99275. Il est affecté au « kommando » d’Allach.  
Il est libéré par les Américains le 30 avril 1945, et rentre dans sa famille à Roubaix. 

## Après la guerre

### Militant de la mémoire de la déportation
Roger Vanovermeir s’engage dans les associations d’anciens déportés. Président de l'association Résistants Internés Déporté (RID) fondée par le Docteur Marcel Guislain (ancien déporté, sénateur). 
Il est aussi vice-président à la Fédération Nationale des Déportés Internés Résistants et Patriotes (FNDIRP), dans la revue de laquelle (Le Patriote Résistant) il rédige de nombreux articles. Il témoigne aussi dans les établissements scolaires. 
En 1990, il crée la Délégation Territoriale 59 de l'Association des Amis de la Fondation pour la Mémoire de la Déportation (AFMD).

### Militant laïque
Il milite aussi  dans des organisations laïques. 
A la FCPE, il est président départemental et membre du Conseil d’Administration, proche du Président Jean Cornec. A la Ligue de l’Enseignement, il est président départemental. Il milite aussi à Solidarité Laïque. Il est membre du Conseil Économique et Social Régional Nord-Pas-de-Calais au titre des organisations de jeunesse.

### Militant politique
Membre du Parti Socialiste, il fait partie du Conseil Municipal de Roubaix de 1977 à 1983 dans la municipalité dirigée par Pierre Prouvost. Membre du Secrétariat de la fédération du Nord du PS au titre du « courant Mitterrandiste », il anime aussi l’association La Mémoire Courte dans le Nord.
Il est aussi franc-maçon à la Grande Loge de France (GLDF) puis au Grand Orient de France (GODF).

## Distinctions
- Officier de la Légion d’Honneur. Il est fait Chevalier de la Légion d'honneur en avril 1962[19]. La médaille lui est remise par Marcel Guislain en présence de Victor Provo (maire de Roubaix). Il est promu au grade d'officier en août 1978[20].
- Médaille de la Résistance française[21]
- Titulaire de l’ordre de Léopold II
- Titulaire des Palmes Académiques